# Chavarriella lugentiscripta
Chavarriella lugentiscripta là một loài bướm đêm trong họ Geometridae.